# Dangé-Saint-Romain
Dangé-Saint-Romain és un municipi francès situat al departament de la Viena i a la regió de la Nova Aquitània. L'any 2007 tenia 3.143 habitants.

## Demografia

### Població
El 2007 la població de fet de Dangé-Saint-Romain era de 3.143 persones. Hi havia 1.286 famílies de les quals 349 eren unipersonals (172 homes vivint sols i 177 dones vivint soles), 458 parelles sense fills, 385 parelles amb fills i 94 famílies monoparentals amb fills.
La població ha evolucionat segons el següent gràfic:
Habitants censats

### Habitatges
El 2007 hi havia 1.456 habitatges, 1.332 eren l'habitatge principal de la família, 45 eren segones residències i 78 estaven desocupats. 1.300 eren cases i 127 eren apartaments. Dels 1.332 habitatges principals, 924 estaven ocupats pels seus propietaris, 393 estaven llogats i ocupats pels llogaters i 15 estaven cedits a títol gratuït; 16 tenien una cambra, 107 en tenien dues, 182 en tenien tres, 434 en tenien quatre i 593 en tenien cinc o més. 998 habitatges disposaven pel capbaix d'una plaça de pàrquing. A 596 habitatges hi havia un automòbil i a 562 n'hi havia dos o més.

### Piràmide de població
La piràmide de població per edats i sexe el 2009 era:
| Homes | Edats   | Dones |
| ----- | ------- | ----- |
| 4     | 95 o +  | 12    |
| 8     | 90 a 94 | 16    |
| 8     | 85 a 89 | 16    |
| 24    | 80 a 84 | 36    |
| 68    | 75 a 79 | 72    |
| 88    | 70 a 74 | 88    |
| 52    | 65 a 69 | 88    |
| 84    | 60 a 64 | 100   |
| 48    | 55 a 59 | 56    |
| 112   | 50 a 54 | 104   |
| 164   | 45 a 49 | 136   |
| 88    | 40 a 44 | 136   |
| 104   | 35 a 39 | 132   |
| 104   | 30 a 34 | 64    |
| 80    | 25 a 29 | 100   |
| 56    | 20 a 24 | 76    |
| 132   | 15 a 19 | 88    |
| 152   | 10 a 14 | 124   |
| 100   | 5 a 9   | 72    |
| 92    | 0 a 4   | 40    |

## Economia
El 2007 la població en edat de treballar era de 1.957 persones, 1.424 eren actives i 533 eren inactives. De les 1.424 persones actives 1.248 estaven ocupades (688 homes i 560 dones) i 176 estaven aturades (82 homes i 94 dones). De les 533 persones inactives 173 estaven jubilades, 184 estaven estudiant i 176 estaven classificades com a «altres inactius».

### Ingressos
El 2009 a Dangé-Saint-Romain hi havia 1.354 unitats fiscals que integraven 3.222 persones, la mediana anual d'ingressos fiscals per persona era de 16.589 €.

### Activitats econòmiques
Dels 125 establiments que hi havia el 2007, 2 eren d'empreses extractives, 5 d'empreses alimentàries, 1 d'una empresa de fabricació d'elements pel transport, 14 d'empreses de fabricació d'altres productes industrials, 20 d'empreses de construcció, 17 d'empreses de comerç i reparació d'automòbils, 3 d'empreses de transport, 15 d'empreses d'hostatgeria i restauració, 1 d'una empresa d'informació i comunicació, 9 d'empreses financeres, 5 d'empreses immobiliàries, 13 d'empreses de serveis, 11 d'entitats de l'administració pública i 9 d'empreses classificades com a «altres activitats de serveis».
Dels 40 establiments de servei als particulars que hi havia el 2009, 1 era una oficina d'administració d'Hisenda pública, 1 oficina de correu, 2 oficines bancàries, 5 tallers de reparació d'automòbils i de material agrícola, 1 taller d'inspecció tècnica de vehicles, 1 autoescola, 4 paletes, 3 guixaires pintors, 4 fusteries, 3 lampisteries, 3 electricistes, 3 perruqueries, 1 veterinari, 5 restaurants, 2 agències immobiliàries i 1 saló de bellesa.
Dels 10 establiments comercials que hi havia el 2009, 1 era un supermercat, 1 una botiga de més de 120 m², 2 fleques, 1 una carnisseria, 1 una llibreria, 1 una botiga de material de revestiment de parets i terra, 1 un drogueria i 2 floristeries.
L'any 2000 a Dangé-Saint-Romain hi havia 45 explotacions agrícoles que ocupaven un total de 2.525 hectàrees.

## Equipaments sanitaris i escolars
El 2009 hi havia 2 farmàcies i 1 ambulància.
El 2009 hi havia 1 escola maternal i 3 escoles elementals. Dangé-Saint-Romain disposava de 2 col·legis d'educació secundària amb 468 alumnes.

## Poblacions més properes
El següent diagrama mostra les poblacions més properes.